# Maquela do Zombo
Maquela do Zombo és un municipi de la província de Uíge. Té una població de 122.320 habitants. Comprèn les comunes de Béu, Cuilo Futa, Maquela do Zombo, Quibocolo i Sacandica.

## Personatges
- Kangana Ndiwa (* 1984), futbolista congolès